# Sovsem propasjjij
Sovsem propasjjij (russisk: Совсем пропащий, da.: ~ Helt tabt) er en sovjetisk spillefilm fra 1973 produceret af Mosfilm og instrueret af Georgij Danelija.
Filmen er baseret på Mark Twains roman Adentures of Huckleberry Finn.

## Medvirkende
- Roman Madjanov som Huckleberry Finn
- Vladimir Basov
- Feliks Imokuede som Jim
- Vladimir Ivasjov som Sherborne
- Vakhtang Kikabidze som Duke